# Lei de Fomento ao Teatro
A Lei Municipal de Fomento ao Teatro (Lei Nº 13.279 - 8 de Janeiro de 2002), da cidade de São Paulo, instituiu o Programa Municipal de Fomento Cultural direcionado ao campo do teatro, coordenada pela Secretaria Municipal de Cultura de São Paulo, que tem como objetivo apoiar a manutenção e criação de projetos de trabalho continuado de pesquisa e produção teatral visando o desenvolvimento do teatro e do seu campo de estudo, assim como o melhor acesso da população da cidade ao mesmo.

## Histórico
O Projeto-Lei nasceu da organização e pressão de determinados grupos teatrais descontentes com o modelo de renúncia fiscal utilizado pela Lei Rouanet em âmbito federal, e a Lei Mendonça, no âmbito municipal. Segundo o grupo, esse modelo provoca a mercantilização da produção teatral e desfavorece a promoção da cidadania e a expressão popular do teatro, ao passo que o mercado influencia na produção artística.
Grupos de teatro da cidade de São Paulo lançaram o Manifesto Arte Contra a Barbárie, em três escritos para expressar o debate acerca do problema. A pressão desse grupo desembocou no Projeto de Lei nº 416/00, de co-autoria do vereador Vicente Cândido  do Partido dos Trabalhadores (PT), e então em 2002, após algumas alterações, a lei foi aprovada.
O principal grupo de pressão contra a situação do teatro nacional foi o movimento Arte Contra a Barbárie. Organizado em São Paulo por grupos teatrais inconformados com os obscuros critérios de seleção para a obtenção de recursos provenientes da Lei Mendonça em nível municipal, e Lei Rouanet em nível federal (devido ao seu gerenciamento privado, embora se trate de recursos públicos) e que não objetivavam manter-se através da mercantilização de sua produção, os grupos se uniram para criar uma pauta única de reivindicações e reclamar um financiamento público para o teatro nacional. O contexto deste período era o de tentativa, por parte de FHC, de implantar os preceitos do Consenso de Washington[4].
O primeiro manifesto do movimento fora lançado em 1999 e apresenta em germe a versão terceira do manifesto, lançado em 2000, que possui muito mais organicidade, e representa um produto do aprofundamento do debate e da luta política do movimento durante vários anos. Além do fato de que junto com o lançamento do Terceiro Manifesto é proposto o Projeto-Lei supracitado, fazendo com que a revolta e crítica contida desde o Primeiro Manifesto ganhasse uma materialidade. Em 2002 o movimento conquistou uma vitória importante: A aprovação da Lei de Fomento Municipal de São Paulo, além da criação do jornal de intervenção “O Sarrafo”.
Os participantes do movimento são os grupos teatrais: Companhia do Latão, Folias D'Arte, Parlapatões, Pia Fraus, Tapa, Teatro Popular União e Olho Vivo, Monte Azul; e os artistas: Aimar Labaki, Beto Andretta, Carlos Francisco Rodrigues, César Vieira, Eduardo Tolentino, Fernando Peixoto, Gianni Ratto, Hugo Possolo, Marco Antonio Rodrigues, Reinaldo Maia, Sérgio de Carvalho,Tadeu de Sousa, Márcia de Barros e Umberto Magnani. Vale ressaltar que, desde a aprovação da Lei de Fomento ao Teatro, o movimento Arte Contra a Barbárie não existe mais.

### Manifesto Arte Contra a Barbárie
O movimento Arte Contra a Barbárie foi organizado em São Paulo por grupos teatrais inconformados com os obscuros critérios de seleção para a obtenção de recursos provenientes da Lei Rouanet (devido ao seu gerenciamento privado, embora sejam recursos públicos) e que não objetivavam manter-se através da mercantilização de sua produção. O movimento Arte Contra a Barbárie organizado por diversos grupos de teatro e o povo da cultura atuante na cidade de São Paulo, surgiu no período em que FHC tentava implantar os preceitos do Consenso de Washington.
O primeiro manifesto do movimento fora lançado em 1999 e apresenta de forma ainda um tanto fragmentária a perspectiva dos diversos grupos envolvidos. Já a terceira versão do manifesto, lançado em 2000, possui muito mais organicidade, que é produto do aprofundamento do debate e da luta política do movimento.
Em 2002, o movimento conquistou a segunda vitória importante (já que a primeira foi a organização e politização de grupos teatrais): a aprovação da Lei de Fomento Municipal de São Paulo, além da criação do jornal de intervenção “O Sarrafo”.
Os participantes do movimento são: Os grupos teatrais Companhia do Latão, Folias D'Arte, Parlapatões, Pia Fraus, Tapa, União e Olho Vivo, Monte Azul e os artistas Aimar Labaki, Beto Andretta, Carlos Francisco Rodrigues, César Vieira, Eduardo Tolentino, Fernando Peixoto, Gianni Ratto, Hugo Possolo, Marco Antonio Rodrigues, Reinaldo Maia, Sérgio de Carvalho,Tadeu de Sousa,Marcia de Barros e Umberto Magnani.

## Funcionamento
Os recursos destinados são integralmente públicos. Seu orçamento é próprio da Secretaria Municipal de Cultura com valor nunca inferior a 6 milhões de reais, que são corrigidios anualmente pelo IPCA-IBGE, ou pelo índice que vier a substituí-lo  . É uma política de Estado, continuada e regular.
Utiliza o modelo de edital para a seleção dos proponentes. Os proponentes enviam seus projetos seguindo o edital do ano respectivo e encaminham para a [Secretaria Municipal de Cultura], aonde uma Comissão Julgadora analisará as propostas e selecionará no máximo 30 projetos de pessoas jurídicas para receber o benefício e serem colocados em prática, respeitado o valor total de recursos estabelecido no orçamento .

## O Programa

### Orçamento e valores destinados especificamente
O orçamento do “Programa Municipal de Fomento ao Teatro para a Cidade de São Paulo”, segundo a lei n° 416/00, nunca poderá ser inferior a R$ 6.000.000,00 (seis milhões de reais). Esta verba será provida por meio de um item próprio da Secretaria Municipal de Cultura, e será corrigida anualmente pelo IPCA-IBGE, ou pelo índice que vier a substituí-lo.
Entretanto, no Artigo 3° encontramos a definição de que o “Programa Municipal de Fomento ao Teatro para a Cidade de São Paulo” poderá vincular-se e receber recursos provenientes de Fundos Municipais existentes ou a serem criados.

### Inscrição
A respeito da inscrição, ela deve ser feita na Secretaria Municipal de Cultura, ou em local por ela indicada, nos meses de janeiro e junho de cada exercício, segundo a lei 416/00. Neste período, em todos os dias úteis poderá ser feita a inscrição. Ficando a cargo da Secretaria de Cultura divulgar os horários e os locais permitidos.
Ao se inscrever, o proponente deverá apresentar o projeto em 8 (oito) vias contendo inúmeras informações – que se encontram no Artigo 7° da lei 416/00. Entre estas informações é importante ressaltar que no projeto deve conter: objetivos a serem alcançados; justificativa dos objetivos a serem alcançados; Plano de Trabalho explicitando seu desenvolvimento e duração, que não poderá ser superior a 2 (dois) anos; Orçamento e cronograma financeiro, que não poderá ultrapassar um total de R$ 400.000,00 (quatrocentos mil reais), corrigidos respeitando os termos do parágrafo 2° do artigo 2° da lei supracitada; Núcleo artístico responsável pelo trabalho com o currículo de seus componentes; Assim como: o roteiro; a proposta de encenação; as concepções de cenário, figurino, iluminação e música quando prontas na data de inscrição; um compromisso de temporada a preços populares discriminando o período das apresentações e o preço dos ingressos;
Proibições de inscrição (quem não pode se inscrever):
É vedada a possibilidade de inscrição para o Programa tanto projetos como órgãos da Administração Pública. Seja Direta, ou indireta. Assim como da esfera municipal, estadual ou federal.
Da mesma forma que um proponente não poderá inscrever mais de 1 (um) projeto por período de inscrição. Salvo no caso de Cooperativas e associações com sede no Município de São Paulo, que congreguem e representem juridicamente núcleos artísticos sem personalidade jurídica própria. Estes podem inscrever 1 (um) projeto em nome de cada um destes núcleos.
Apenas como complemento acrescentamos a definição de núcleo que a lei nos dá: entende-se como Núcleo Artístico apenas os artistas e/ou técnicos que se responsabilizem pela fundamentação e execução de projeto, constituindo uma base organizativa com caráter de continuidade.  
Processo de aceitação de projetos e Comissão Julgadora:
De acordo com o Artigos 6° da lei 416/00, as inscrições e o julgamento dos projetos ocorrerão independentemente da liberação dos recursos financeiros para a Secretaria Municipal de Cultura.

## Projetos
Há que se fomentar a participação da sociedade no que tange ao fazer teatral, por se pensar no teatro como um meio de transformação de uma realidade. Importante é pensar que uma contra-partida social tem que ser a que proporcione cumplicidade entre os diversos agentes culturais e a sociedade, promovendo conjuntamente, a emancipação dos diversos grupos sociais.
Todo projeto cultural é passível de sofrer alterações, visando uma melhor adequação e aprimoramento. Perdas e danos puderam ser sentidos pela ausência de políticas pública para a cultura, que pudessem somar e que apontassem em direção a proposta da inclusão. A ausência destas, pode deixar a cultura ao domínio do mercado, tornando-se ao que se pode chamar, de uma política de eventos.

## A Lei de Fomento ao Teatro Hoje
Durante os oito anos de funcionamento da Lei de Fomento foram apoiados cerca de 200 projetos de 97 núcleos artísticos. Em torno de 48 milhões de reais foram destinados aos grupos e à administração do Programa. A Secretaria de Cultura reconhece a "qualidade artística" dos projetos e destaca alguns dos resultados obtidos como: a formação de público, a popularização do teatro de forma continuada, a afirmação de uma dramaturgia nacional, a difusão dos clássicos, o surgimento e afirmação de novos grupos, a descentralização da produção teatral da cidade e a reflexão e sintetização da experiência.
A Secretaria de Cultura da Cidade de São Paulo considera ainda que "por não estarem atrelados ao teatro de mercado, os projetos fomentados consolidam uma linha de teatro que responde com mais vigor à realidade em que vivemos, desempenhando a função social de prover o imaginário de bens simbólicos que favoreçam a construção da cidadania".
Resultados positivos e objetivos da implementação da Lei de Fomento são inquestionáveis, como o aumento da atividade teatral (montagens e textos teatrais, produções teóricas, publicações, registros audivisuais, debates, seminários, etc.) a criação de novos espaços teatrais, a ocupação artística das ruas para as demais localidades públicas, o funcionamento de núcleos artísticos em melhores condições de trabalho, o surgimento de novos grupos teatrais, a descentralização das atividades, a formação de público com sentido crítico e participativo.